# Mieczysław Ryś

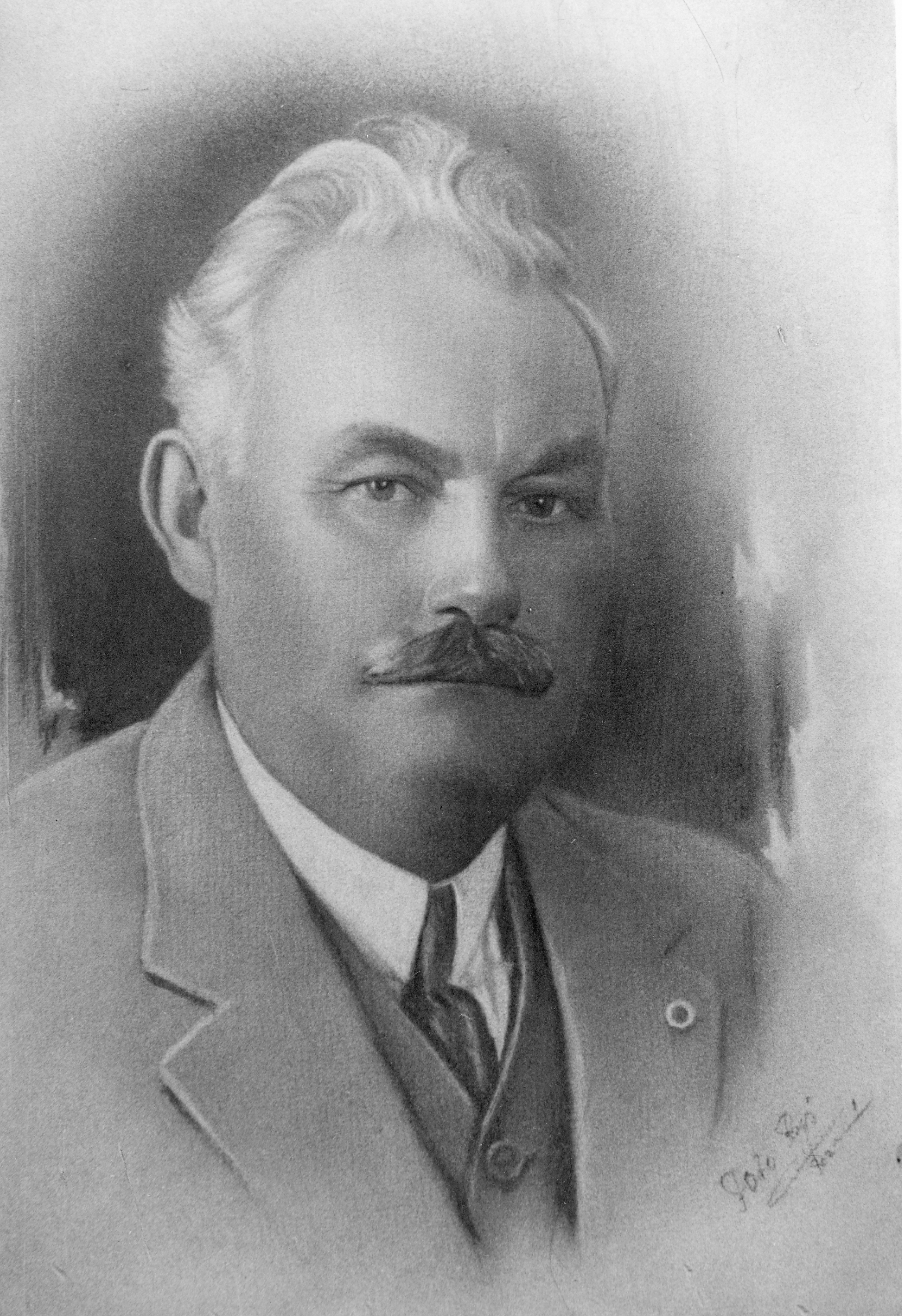
Wincenty Wierzchowiecki (1875-1942). Foto: Mieczysław Ryś

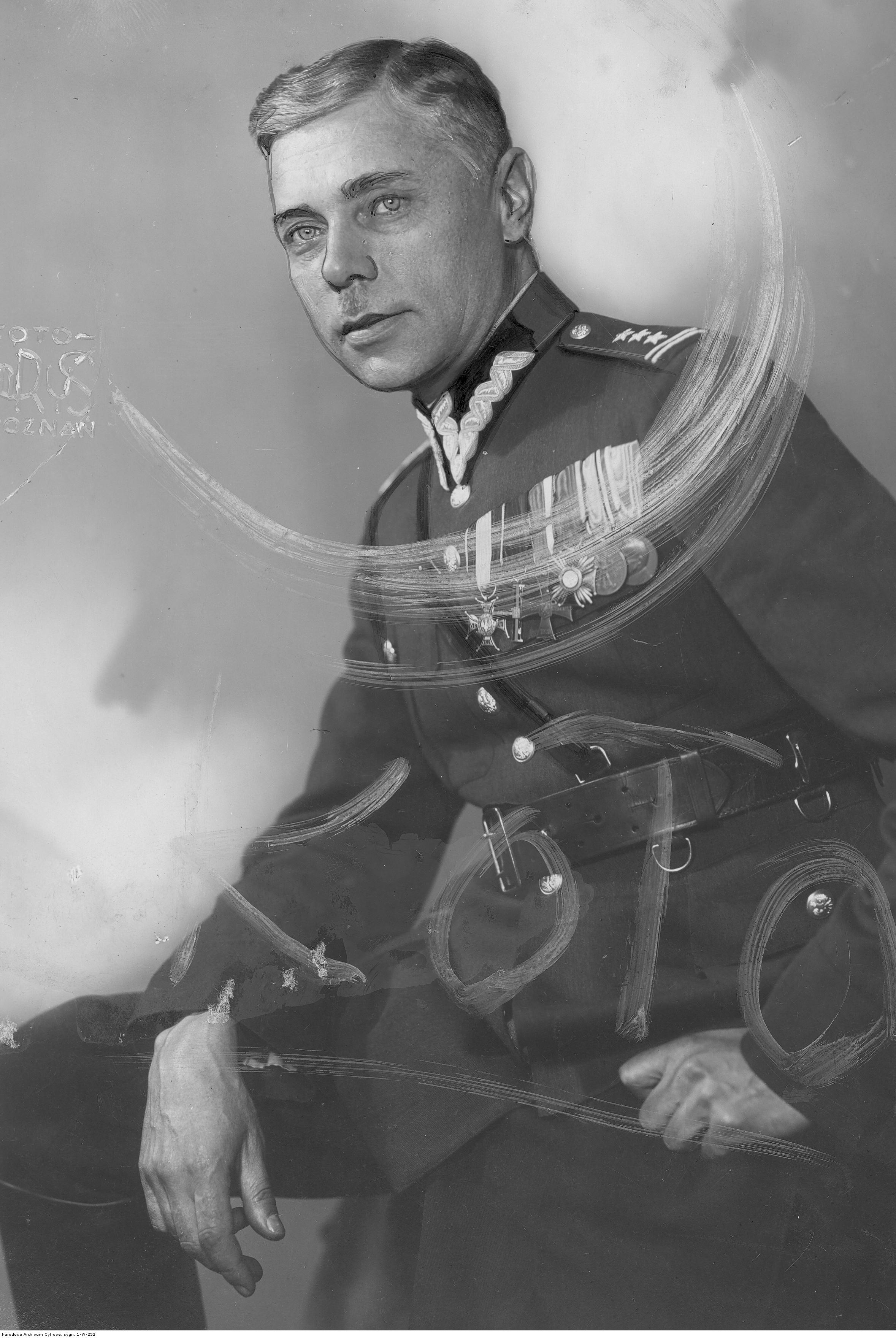
Teofil Kucharski. Foto: Mieczysław Ryś

Mieczysław Ryś (ur. 13 grudnia 1896 w Zakopanem, zm. 19 kwietnia 1967 w Krakowie) – polski artysta fotograf. Członek rzeczywisty Związku Polskich Artystów Fotografików. Członek rzeczywisty Fotoklubu Polskiego. Cechmistrz Cechu Fotografów w Poznaniu.

## Życiorys
Mieczysław Ryś był synem znanego zakopiańskiego fotografa Józefa Rysia (1875-?). Był absolwentem Szkoły Graficznej w Wiedniu (wydział fotograficzny). Następnie związał się z poznańskim środowiskiem fotograficznym – oprócz artystycznej działalności fotograficznej prowadził własną pracownię fotograficzną Foto-Psyche, założoną w 1925 w Poznaniu. W 1928 otrzymał uprawnienia mistrzowskie, potwierdzone dyplomem Izby Rzemieślniczej w Poznaniu. W 1930 został zaproszony do udziału w działalności Fotoklubu Polskiego, w 1933 przyjęty w poczet członków rzeczywistych stowarzyszenia. Miejsce szczególne w jego twórczości zajmowała fotografia portretowa.
Mieczysław Ryś był uczestnikiem wystaw fotograficznych, których prezentacja w zdecydowanej większości miała miejsce w okresie międzywojennym. Wystawił swoje fotografie (m.in.) na VII Międzynarodowym Salonie Fotografiki w Polsce w 1933 oraz na Międzynarodowej Wystawie Fotografiki w Krakowie w 1934. W czasie późniejszym zamieszkał w Krakowie, gdzie w 1941 otworzył własny zakład fotograficzny Pro Arte, który prowadził do 1953. Po zamknięciu zakładu uprawiał wyłącznie fotografię artystyczną.
W 1949 roku został przyjęty w poczet członków rzeczywistych ówczesnego Polskiego Związku Artystów Fotografów – obecnego (od 1952) Związku Polskich Artystów Fotografików. Fotografie Mieczysława Rysia znajdują się w zbiorach (m.in.) Muzeum Fotografii w Krakowie.